# Bisdom Gikongoro

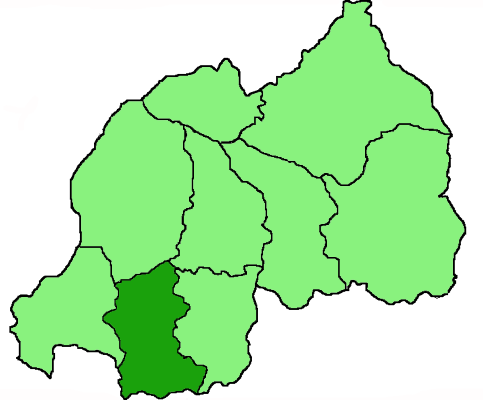
Het bisdom Gikongoro binnen Rwanda

Het bisdom Gikongoro (Latijn: Dioecesis Ghikongoroensis) is een rooms-katholiek bisdom met als zetel Gikongoro, een stad in de provincie Zuid in Rwanda. Het bisdom is suffragaan aan het aartsbisdom Kigali.

## Geschiedenis
Het bisdom werd opgericht op 30 maart 1992, uit grondgebied van het bisdom Butare. 

## Parochies
In 2019 telde het bisdom 15 parochies. Het bisdom had in 2019 een oppervlakte van 2.057 km² en telde 778.150 inwoners waarvan 44,0% rooms-katholiek was.

## Bisschoppen
- Augustin Misago (30 maart 1992 - 12 maart 2012)
- Célestin Hakizimana (26 november 2014 - heden)